# Asztalitenisz az 1992. évi nyári olimpiai játékokon
Az asztalitenisz az 1992. évi nyári olimpiai játékokon az újkori olimpiák történetében az 1988. évi nyári olimpiai játékok után másodszor került a hivatalos programba. A hagyományos asztalitenisz-versenyszámok közül vegyespárosban nem rendeztek versenyt
így négy versenyszámban avattak olimpiai bajnokot. Változást jelentett az előző olimpiához képest
hogy a harmadik helyezésekért most nem rendeztek mérkőzést
így versenyszámonként két bronzérmest adtak ki. 

## Eseménynaptár
| Cs | Csoportkör | Ny | Nyolcaddöntők | N | Negyeddöntők | E | Elődöntők | D | Döntő |

| Versenyszám | július/augusztus | július/augusztus | július/augusztus | július/augusztus | július/augusztus | július/augusztus | július/augusztus | július/augusztus | július/augusztus | július/augusztus | július/augusztus | július/augusztus | július/augusztus | július/augusztus | július/augusztus | július/augusztus | július/augusztus | július/augusztus | július/augusztus | július/augusztus |
| Versenyszám | 28               | 28               | 29               | 29               | 30               | 30               | 31               | 31               | 1                | 1                | 2                | 2                | 3                | 3                | 4                | 4                | 5                | 5                | 6                | 6                |
| ----------- | ---------------- | ---------------- | ---------------- | ---------------- | ---------------- | ---------------- | ---------------- | ---------------- | ---------------- | ---------------- | ---------------- | ---------------- | ---------------- | ---------------- | ---------------- | ---------------- | ---------------- | ---------------- | ---------------- | ---------------- |
| Férfi egyes |                  |                  |                  |                  | Cs               | Cs               | Cs               | Cs               | Cs               | Cs               | Ny               | Ny               |                  |                  | N                | N                | E                | E                | D                | D                |
| Női egyes   |                  |                  | Cs               | Cs               | Cs               | Cs               | Cs               | Cs               | Ny               | Ny               |                  |                  | N                | N                | E                | E                | D                | D                |                  |                  |
| Férfi páros | Cs               | Cs               | Cs               | Cs               | Cs               | Cs               | Cs               | Cs               | N                | N                |                  |                  | E                | E                | D                | D                |                  |                  |                  |                  |
| Női páros   |                  |                  | Cs               | Cs               | Cs               | Cs               | N                | N                | E                | E                |                  |                  | D                | D                |                  |                  |                  |                  |                  |                  |

## Éremtáblázat
(Az egyes számoszlopok legmagasabb értéke, vagy értékei vastagítással kiemelve.)
| Az 1992. évi nyári olimpiai játékok éremtáblázata asztaliteniszben | Az 1992. évi nyári olimpiai játékok éremtáblázata asztaliteniszben | Az 1992. évi nyári olimpiai játékok éremtáblázata asztaliteniszben | Az 1992. évi nyári olimpiai játékok éremtáblázata asztaliteniszben | Az 1992. évi nyári olimpiai játékok éremtáblázata asztaliteniszben | Olimpia  |
| ------------------------------------------------------------------ | ------------------------------------------------------------------ | ------------------------------------------------------------------ | ------------------------------------------------------------------ | ------------------------------------------------------------------ | -------- |
|                                                                    | Ország                                                             | Arany                                                              | Ezüst                                                              | Bronz                                                              | Összesen |
| 1.                                                                 | Kína (CHN)                                                         | 3                                                                  | 2                                                                  | 1                                                                  | 6        |
| 2.                                                                 | Svédország (SWE)                                                   | 1                                                                  | 0                                                                  | 0                                                                  | 1        |
|                                                                    |                                                                    |                                                                    |                                                                    |                                                                    |          |
| 3.                                                                 | Franciaország (FRA)                                                | 0                                                                  | 1                                                                  | 0                                                                  | 1        |
| 3.                                                                 | Németország (GER)                                                  | 0                                                                  | 1                                                                  | 0                                                                  | 1        |
|                                                                    |                                                                    |                                                                    |                                                                    |                                                                    |          |
| 5.                                                                 | Dél-Korea (KOR)                                                    | 0                                                                  | 0                                                                  | 5                                                                  | 5        |
| 6.                                                                 | Észak-Korea (PRK)                                                  | 0                                                                  | 0                                                                  | 2                                                                  | 2        |
|                                                                    |                                                                    |                                                                    |                                                                    |                                                                    |          |
| Összesen                                                           | Összesen                                                           | 4                                                                  | 4                                                                  | 8                                                                  | 16       |

## Érmesek

### Férfi
| Az 1992. évi nyári olimpiai játékok férfi érmesei asztaliteniszben |                                           |                                                    | |
| Versenyszám                                                        | Arany                                     | Ezüst                                              | Bronz |
| Férfi egyes                                                        | Jan-Ove Waldner · Svédország (SWE)        | Jean-Philippe Gatien · Franciaország (FRA)         | Ma Ven-ko (Ma Wenge) · Kína (CHN)Kim Thekszu (Kim Taek-su) · Dél-Korea (KOR)                                                                        |
| Férfi páros                                                        | Kína (CHN) · Lü Lin · Vang Tao (Wang Tao) | Németország (GER) · Steffen Fetzner · Jörg Roßkopf | Dél-Korea (KOR) · Kang Hicshan (Kang Hui-chan) · I Csholszung (Lee Cheol-sung) Dél-Korea (KOR) · Kim Thekszu (Kim Taek-su) · Ju Namgju (Yu Nam-gyu) |

### Női
| Az 1992. évi nyári olimpiai játékok női érmesei asztaliteniszben |                                                                  |                                                          | |
| Versenyszám                                                      | Arany                                                            | Ezüst                                                    | Bronz |
| Női egyes                                                        | Teng Ja-ping (Deng Yaping) · Kína (CHN)                          | Csiao Hong (Qiao Hong) · Kína (CHN)                      | Hjon Dzsonghva (Hyeon Jeong-Hwa) · Dél-Korea (KOR)Ri Bunhi (Ri Bun-hui) · Észak-Korea (PRK)                                                        |
| Női páros                                                        | Kína (CHN) · Teng Ja-ping (Deng Yaping) · Csiao Hong (Qiao Hong) | Kína (CHN) · Csen Ce-ho (Chen Zihe) · Kao Csün (Gao Jun) | Dél-Korea (KOR) · Hong Cshaok (Hong Cha-Ok) · Hjon Dzsonghva (Hyeon Jeong-Hwa) Észak-Korea (PRK) · Ri Bunhi (Ri Bun-hui) · Ju Szunbok (Yu Sun-Bok) |